# 76e cérémonie des Primetime Emmy Awards
La 76e cérémonie des Primetime Emmy Awards (ou « Emmys »), organisé par l'Academy of Television Arts and Sciences, et récompense les meilleurs programmes télévisés américains aux heures de grande écoute du 1er juin 2023 au 31 mai 2024, choisis par l'Academy of Television Arts & Sciences, et a lieu le 7 septembre et 8 au Peacock Theater du centre-ville de Los Angeles, Californie.
La cérémonie a lieu le 15 septembre 2024 et est diffusée aux États-Unis sur ABC.
C'est la deuxième cérémonie des Primetime Emmy Awards à avoir lieu en 2024 ; la 75e cérémonie a été reportée de septembre 2023 au 15 janvier 2024, en raison de la Grève de la Writers Guild of America de 2023. La cérémonie a été produite par Jesse Collins Entertainment et animée par Eugene Levy et Dan Levy.

## Palmarès

### Séries dramatiques

#### Meilleure série télévisée dramatique
- Shōgun
  - The Crown
  - Fallout
  - The Gilded Age
  - The Morning Show
  - Mr. et Mrs. Smith
  - Slow Horses
  - Le Problème à trois corps

#### Meilleur acteur
- Hiroyuki Sanada pour le rôle de Yoshii Toranaga dans Shōgun
  - Idris Elba pour le rôle de Sam Nelson dans Hijack
  - Donald Glover pour le rôle de John Smith / Michael dans Mr. et Mrs. Smith
  - Walton Goggins pour le rôle de La Goule dans Fallout
  - Gary Oldman pour le rôle de Jackson Lamb dans Slow Horses
  - Dominic West pour le rôle de Prince Charles dans The Crown

#### Meilleure actrice
- Anna Sawai pour le rôle de Toda Mariko dans Shōgun
  - Jennifer Aniston pour le rôle de Alex Levy dans The Morning Show
  - Carrie Coon pour le rôle de Bertha Russell dans The Gilded Age
  - Maya Erskine pour le rôle de Jane Smith / Alana dans Mr. et Mrs. Smith
  - Imelda Staunton pour le rôle de la Reine Élisabeth II dans The Crown
  - Reese Witherspoon pour le rôle de Bradley Jackson dans The Morning Show

#### Meilleur acteur dans un second rôle
- Billy Crudup pour le rôle de Cory Ellison dans The Morning Show
  - Tadanobu Asano pour le rôle de Kashigi Yabushige dans Shōgun
  - Mark Duplass pour le rôle de Charles "Chip" Black dans The Morning Show
  - Jon Hamm pour le rôle de Paul Marks dans The Morning Show
  - Takehiro Hira pour le rôle de Ishido Kazunari dans Shōgun
  - Jack Lowden pour le rôle de River Cartwright dans Slow Horses
  - Jonathan Pryce pour le rôle du Prince Philip dans The Crown

#### Meilleure actrice dans un second rôle
- Elizabeth Debicki pour le rôle de la Princesse Diana dans The Crown
  - Christine Baranski pour le rôle de Agnes van Rhijn dans The Gilded Age
  - Nicole Beharie pour le rôle de Christina Hunter dans The Morning Show
  - Greta Lee pour le rôle de Stella Bak dans The Morning Show
  - Leslie Manville pour le rôle de la Princesse Margaret dans The Crown
  - Karen Pittman pour le rôle de Mia Jordan dans The Morning Show
  - Holland Taylor pour le rôle du Cybil Richards dans The Morning Show

#### Meilleure réalisation
- Shōgun : "Crimson Sky" – Frederick E. O. Toye
  - The Crown : "Sleep, Dearie Sleep" – Stephen Daldry
  - The Morning Show : "The Overview Effect" – Mimi Leder (Apple TV+)
  - Mr. & Mrs. Smith : "First Date" – Hiro Murai
  - Slow Horses: "Strange Games" – Saul Metzstein
  - Winning Time: The Rise of the Lakers Dynasty : "Beat L.A." – Salli Richardson-Whitfield

#### Meilleur scénario
- Slow Horses: "Negotiating with Tigers" – Will Smith
  - The Crown : "Ritz" – Peter Morgan et Meriel Sheibani-Clare
  - Fallout : "The End" – Geneva Robertson-Dworet et Graham Wagner
  - Mr. & Mrs. Smith : "First Date" – Francesca Sloane et Donald Glover
  - Shōgun : "Anjin" – Rachel Kondo et Justin Marks (FX)
  - Shōgun: "Crimson Sky" – Rachel Kondo et Caillin Puente

### Séries comiques

#### Meilleure série comique
- Hacks
  - Abbott Elementary
  - The Bear
  - Larry et son nombril
  - Only Murders in the Building
  - Palm Royale
  - Reservation Dogs
  - What We Do in the Shadows

#### Meilleur acteur
- Jeremy Allen White – The Bear 
  - Matt Berry – What We Do in the Shadows
  - Larry David – Larry et son nombril
  - Steve Martin – Only Murders in the Building
  - Martin Short – Only Murders in the Building
  - D'Pharaoh Woon-A-Tai – Reservation Dogs

#### Meilleure actrice
- Jean Smart – Hacks
  - Quinta Brunson – Abbott Elementary
  - Ayo Edebiri – The Bear
  - Selena Gomez – Only Murders in the Building
  - Maya Rudolph – Loot
  - Kristen Wiig – Palm Royale

#### Meilleur acteur dans un second rôle
- Ebon Moss-Bachrach – The Bear
  - Lionel Boyce – The Bear
  - Paul W. Downs – Hacks
  - Paul Rudd – Only Murders in the Building
  - Tyler James Williams – Abbott Elementary
  - Bowen Yang – Saturday Night Live

#### Meilleure actrice dans un second rôle
- Liza Colón-Zayas – The Bear
  - Carol Burnett – Palm Royale
  - Hannah Einbinder – Hacks
  - Janelle James – Abbott Elementary
  - Sheryl Lee Ralph – Abbott Elementary
  - Meryl Streep – Only Murders in the Building

#### Meilleure réalisation
- The Bear : "Fishes" – Christopher Storer 
  - Abbott Elementary : "Party" – Randall Einhorn
  - The Bear : "Honeydew" – Ramy Youssef
  - The Gentlemen : "Refined Aggression" – Guy Ritchie
  - Hacks : "Bulletproof" – Lucia Aniello
  - The Ms. Pat Show : "I'm the Pappy" – Mary Lou Belli

#### Meilleur scénario
- Hacks : "Bulletproof" – Lucia Aniello, Paul W. Downs et Jen Statsky 
  - Abbott Elementary : "Career Day" – Quinta Brunson
  - The Bear : "Fishes" – Christopher Storer et Joanna Calo
  - Girls5eva: "Orlando" – Meredith Scardino et Sam Means
  - The Other Two : "Brooke Hosts a Night of Undeniable Good" – Chris Kelly et Sarah Schneider
  - What We Do in the Shadows : "Pride Parade" – Jake Bender et Zach Dunn

### Mini-séries et téléfilms

#### Meilleure série limitée
- Mon petit renne (Baby Reindeer)
  - Fargo
  - Lessons in Chemistry
  - Ripley
  - True Detective: Night Country

#### Meilleur acteur
- Richard Gadd – Mon petit renne (Baby Reindeer)
  - Matt Bomer – Fellow Travelers
  - Jon Hamm – Fargo
  - Tom Hollander – Saison 2 de Feud
  - Andrew Scott – Ripley

#### Meilleure actrice
- Jodie Foster – True Detective: Night Country
  - Brie Larson – Lessons in Chemistry
  - Juno Temple – Fargo
  - Sofía Vergara – Griselda
  - Naomi Watts – Saison 2 de Feud

#### Meilleur acteur dans un second rôle
- Lamorne Morris – Fargo 
  - Jonathan Bailey – Fellow Travelers
  - Robert Downey Jr. – Le Sympathisant
  - Tom Goodman-Hill – Mon petit renne (Baby Reindeer)
  - John Hawkes – True Detective: Night Country
  - Lewis Pullman – Lessons in Chemistry
  - Treat Williams – Saison 2 de Feud

#### Meilleure actrice dans un second rôle
- Jessica Gunning – Mon petit renne (Baby Reindeer)
  - Dakota Fanning – Ripley
  - Lily Gladstone – Under the Bridge
  - Aja Naomi King – Lessons in Chemistry
  - Diane Lane – Saison 2 de Feud
  - Nava Mau – Mon petit renne
  - Kali Reis – True Detective: Night Country

#### Meilleure réalisation
- Ripley – Steven Zaillian 
  - Mon petit renne : "Episode 4" – Weronika Tofilska
  - Fargo : "The Tragedy of the Commons" – Noah Hawley
  - Saison 2 de Feud : "Pilot" – Gus Van Sant
  - Lessons in Chemistry: "Poirot" – Millicent Shelton
  - True Detective: Night Country – Issa López

#### Meilleur scénario
- Mon petit renne – Richard Gadd 
  - Black Mirror : "Joan Is Awful" – Charlie Brooker
  - Fargo : "The Tragedy of the Commons" – Noah Hawley
  - Fellow Travelers : "You're Wonderful" – Ron Nyswaner
  - Ripley – Steven Zaillian
  - True Detective: Night Country : "Part 6" – Issa López

## Nominations
| Nominations | Série                        |
| ----------- | ---------------------------- |
| 25          | Shōgun                       |
| 23          | The Bear                     |
| 21          | Only Murders in the Building |
| 19          | True Detective Night Country |
| 18          | The Crown                    |
| 17          | Saturday Night Live          |
| 16          | The Morning Show             |
| 16          | Mr & Mrs Smith               |
| 16          | Hacks                        |
| 16          | Fallout                      |